# 浜松酒造
浜松酒造（はままつしゅぞう）は、静岡県浜松市中央区天神町に工場と本社を置く日本の酒造会社である。

## 概要
1871年(明治4年)、現在地で、中村家が酒造業を興した。1998年(平成10年)、南部杜氏の修行した増井美和が入社、2009年(平成21年)、浜松酒造・静岡県初の女性の杜氏が就任した。2015年（平成27年）経営権が中村家から戸塚家へ譲渡され、現在当主・戸塚敦雄が、「出世城(しゅっせじょう)」、「葵御紋(あおいごもん)」ブランドの日本酒と、銘柄「出世城」の焼酎を醸造販売する老舗酒造メーカーである。
「出世城」の由来
徳川家康はじめ、歴代城主が江戸幕府の重役に出世し、この地のシンボル浜松城を別名「出世城」と呼ばれた謂れにあやかって命名した。
仕込み水
天竜川の伏流水を、地下100mから汲み上げて、仕込み水として使用している。

## 沿革
- 1871年(明治4年) - 中村家によって、現在地で酒造業を始める。
- 1998年(平成10年) - 南部杜氏で修行した、増井美和(後に杜氏となる)入社。
- 2002年(平成14年) - 増井美和、日本酒醸造部門へ配属、専門知識を学ぶ。
- 2009年(平成21年) - 増井美和、静岡県初の女性杜氏に就任。
- 2015年(平成27年)3月 - ビール事業を終了。
- 2016年(平成28年) - 現在、戸塚敦雄が蔵を継承している[1]。

## 営業案内
- 定休日 - 土・日曜日
- 営業時間 - 午前10時 - 午後4時30分
- 駐車場 - 有り

## 受賞歴
全国新酒鑑評会
- 平成14酒造年度 - 「出世城」金賞受賞[3]
- 平成15酒造年度 - 「出世城」金賞受賞[4]
- 平成16酒造年度 - 「出世城」金賞受賞[5]
- 令和2酒造年度 - 「出世城」金賞受賞[6]
- 令和3酒造年度 - 「出世城」金賞受賞[7]

## 交通
鉄道
- JR東海道本線 - 浜松駅下車、タクシーで10分

路面バス
- 浜松駅バスターミナル、9番乗り場 - 「天神町西」停留所下車、徒歩3分

## 関連文献
- 『出世城（しゅっせじょう）（デジタル大辞泉プラス）』「静岡県、浜松酒造株式会社の製造する日本酒」2012年4月
- 『天神蔵ビール（デジタル大辞泉プラス）』「静岡県、浜松酒造株式会社が製造する地ビールの銘柄。ビルスナー、ヴァイツェン、ポータータイプ」